# Atletismo nos Jogos Pan-Americanos de 2011 - 400 m masculino
A competição dos 400 m rasos masculino foi um dos eventos do atletismo nos Jogos Pan-Americanos de 2011, em Guadalajara. Foi disputada no Estádio Telmex de Atletismo entre os dias 25 e 26 de outubro.

## Calendário
Horário local (UTC-6).
| Data          | Horário | Fase       |
| ------------- | ------- | ---------- |
| 25 de outubro | 16:45   | Semifinais |
| 26 de outubro | 18:00   | Final      |

## Medalhistas
| Ouro   | CRC Nery Brenes     |
| Prata  | DOM Luguelin Santos |
| Bronze | BAH Ramon Miller    |

## Recordes
Recordes mundial e pan-americano antes da disputa dos Jogos Pan-Americanos de 2011.
| Tipo                             | Atleta          | Tempo | Local            | Data                  |
| -------------------------------- | --------------- | ----- | ---------------- | --------------------- |
|                                  | Michael Johnson | 43.18 | Sevilha          | 26 de agosto de 1999  |
| Recorde dos Jogos Pan-Americanos | Ronald Ray      | 44.45 | Cidade do México | 18 de outubro de 1975 |

## Resultados

### Semifinais
Os dois melhores atletas de cada bateria mais os dois atletas mais velozes, se classificaram para as finais.

| Pos. | Bateria | Atleta             | País                     | Tempo   | Obs.                 |
| ---- | ------- | ------------------ | ------------------------ | ------- | -------------------- |
| 1    | 2       | Ramon Miller       | BAH Bahamas              | 45.40   | Q                    |
| 2    | 2       | Luguelin Santos    | DOM República Dominicana | 45.41   | Q,                   |
| 3    | 2       | Nery Brenes        | CRC Costa Rica           | 45.42   | q                    |
| 4    | 1       | William Collazo    | CUB Cuba                 | 45.70   | Q                    |
| 5    | 1       | Anderson Henriques | BRA Brasil               | 45.71   | Q,                   |
| 6    | 3       | Chris Brown        | BAH Bahamas              | 45.92   | Q                    |
| 7    | 1       | Arismendy Peguero  | DOM República Dominicana | 45.94   | q                    |
| 8    | 3       | Noel Ruiz          | CUB Cuba                 | 45.98   | Q                    |
| 9    | 3       | Michael Mason      | JAM Jamaica              | 46.09   |                      |
| 9    | 3       | Joshua Scott       | USA Estados Unidos       | 46.09   |                      |
| 11   | 1       | Erison Hurtault    | DMA Dominica             | 46.24   |                      |
| 12   | 1       | Alberto Aguilar    | VEN Venezuela            | 46.39   |                      |
| 13   | 3       | Omar Longart       | VEN Venezuela            | 46.50   |                      |
| 14   | 3       | Takeshi Fujiwara   | ESA El Salvador          | 46.92   |                      |
| 15   | 2       | Winston George     | GUY Guiana               | 46.93   |                      |
| 16   | 2       | Geiner Mosquera    | COL Colômbia             | 46.97   | Recorde da temporada |
| 17   | 1       | Orlando García     | MEX México               | 47.45   |                      |
| 18   | 3       | Augusto Stanley    | PAR Paraguai             | 47.52   |                      |
| 19   | 2       | Annert Whyte       | JAM Jamaica              | 47.57   |                      |
| 20   | 2       | Tremaine Harris    | CAN Canadá               | 48.21   |                      |
| 21   | 1       | Richard Richardson | ANT Antígua e Barbuda    | 48.49   |                      |
| 22   | 2       | Jayson Jones       | BIZ Belize               | 51.60   |                      |
| 23   | 1       | Keron Toussaint    | GRN Granada              | 1:37.36 |                      |

### Final
| Pos.              | Atleta             | País                     | Tempo | Obs.                 |
| ----------------- | ------------------ | ------------------------ | ----- | -------------------- |
| Medalha de ouro   | Nery Brenes        | CRC Costa Rica           | 44.65 | Recorde pessoal      |
| Medalha de prata  | Luguelin Santos    | DOM República Dominicana | 44.71 | Recorde pessoal      |
| Medalha de bronze | Ramon Miller       | BAH Bahamas              | 45.01 | Recorde da temporada |
| 4                 | William Collazo    | CUB Cuba                 | 45.33 |                      |
| 5                 | Noel Ruiz          | CUB Cuba                 | 45.69 |                      |
| 6                 | Arismendy Peguero  | DOM República Dominicana | 45.72 |                      |
| 7                 | Chris Brown        | BAH Bahamas              | 45.89 |                      |
| 8                 | Anderson Henriques | BRA Brasil               | 45.92 |                      |

Legenda
| Recorde mundial                  | Recorde mundial (World record)               |                       | Recorde africano                      | Recorde africano (African) |                                           | Q | Classificado por posição (Qualified) |
| Recorde dos Jogos Pan-Americanos | Recorde pan-americano (Pan-American record)  | Recorde da América    | Recorde da América (Americas)         | q                          | Classificado por melhor tempo (Qualified) |   |                                      |
| Melhor marca do ano              | Melhor marca do ano (World leading)          | Recorde asiático      | Recorde asiático (Asian)              | DNS                        | Não largou (Did not start)                |   |                                      |
| Recorde nacional                 | Recorde nacional (National record)           | Recorde europeu       | Recorde europeu (European)            | DNF                        | Não terminou (Did not finish)             |   |                                      |
| Recorde pessoal                  | Recorde pessoal do atleta (Personal best)    | Recorde da Oceania    | Recorde da Oceania (Oceania)          | DSQ / DQ                   | Desclassificado (Disqualified)            |   |                                      |
| Recorde da temporada             | Recorde da temporada do atleta (Season best) | Recorde sul-americano | Recorde sul-americano (South America) | NM                         | Sem marca (No mark)                       |   |                                      |